# Harald Müller (Elektrotechniker)
Harald Müller (* 10. Juni 1895 in Zwickau; † 4. November 1982 in Aachen) war ein deutscher Elektrotechniker.

## Leben
Der evangelisch getaufte Harald Müller legte im Jahre 1914 sein Abitur am Realgymnasium seiner Heimatstadt Zwickau ab. Harald Müller widmete sich im Anschluss dem Studium der Elektrotechnik an der Technischen Hochschule Dresden, welches er zeitweise unterbrochen durch seine Teilnahme als Soldat am Ersten Weltkrieg, 1922 mit dem Diplom abschloss. Zwei Jahre später erwarb er den akademischen Grad eines Dr.-Ing.
Nach dem Abschluss seiner Promotion übernahm Harald Müller eine Assistenzstelle am Institut für Elektromaschinenbau der Technischen Hochschule Dresden. Daneben war er als Gruppenleiter des Berechnungsbüros im Transformatorenwerk des Sachsenwerkes eingesetzt. Zusätzlich fungierte Harald Müller als Leiter, später als Direktor des Versuchsfeldes der Hermsdorf-Schomburg-Isolatoren GmbH. Im Jahr 1930 übersiedelte Harald Müller an die Friedrich-Schiller-Universität Jena, dort habilitierte er sich als Privatdozent für das Fach Technische Physik. Fünf Jahre später wechselte er in derselben Funktion an die Friedrich-Wilhelms-Universität nach Berlin. 1939 folgte er dem Ruf als Dozent für das Fachgebiet Elektrowärme an die Technische Hochschule Dresden, 1942 wurde er zum außerplanmäßigen Professor für Elektromaschinenbau ernannt. Überdies versah er seit 1943 Kriegsdienst. Ein Jahr nach Kriegsende nahm Harald Müller das Angebot für die außerplanmäßige Professur für Elektrotechnik an der Technischen Hochschule Braunschweig an. 1948 verlegte Harald Müller seinen Wohnsitz nach Essen, dort wurde ihm die wissenschaftliche Leitung des Elektrowärme-Instituts übertragen, zugleich wurde er als Lehrbeauftragter für Elektroöfen- und Apparatebau an die Rheinisch-Westfälische Technische Hochschule Aachen berufen. 1960 legte er seine Funktion am Elektrowärme-Institut Essen nieder. 1967 schied er aus dem Hochschuldienst aus. Harald Müller legte seine Forschungsschwerpunkte auf die Hochspannungstechnik und die Elektrowärmetechnik.
Müller war mit Sophie Irmgard geborene Mohrhoff verheiratet. Dieser Verbindung entstammte eine Tochter sowie ein Sohn.

## Auszeichnungen
- 1959: Medaille der Internationalen Elektrowärme-Union
- 1960: Großes Bundesverdienstkreuz
- 1968: Silberne Medaille für besondere Verdienste um die Rheinisch-Westfälische Technische Hochschule Aachen

## Schriften
Autor
- Elektrische Schaltgänge, Elektrische Energieversorgung, In: Rudolf Dittler: Handwörterbuch der Naturwissenschaften, Gustav Fischer, Jena, 1931.
- Über rechnerische, graphische und andere Verfahren zur Lösung wärmetechnischer Aufgaben, Bericht, 1954.
- Zahlreiche Aufsätze in elektrotechnischen Zeitschriften seit 1925.

Herausgeber
- Bücher der Hochspannungstechnik, Braun, seit 1949.
- Jahrbuch der Elektrowärme, W. Classen, Essen 1956, 1957, 1958, 1959, 1966, 1969.